# マリア・デ・ラス・メルセデス・デ・ボルボーン・イ・アブスブルゴ＝ロレナ
マリア・デ・ラス・メルセデス・デ・ボルボン・イ・アブスブルゴ＝ロレナ（スペイン語: María de las Mercedes de Borbón y Habsburgo-Lorena, 1880年9月14日 - 1904年10月17日）は、スペインの王女（インファンタ）、アストゥリアス女公。

## 生涯

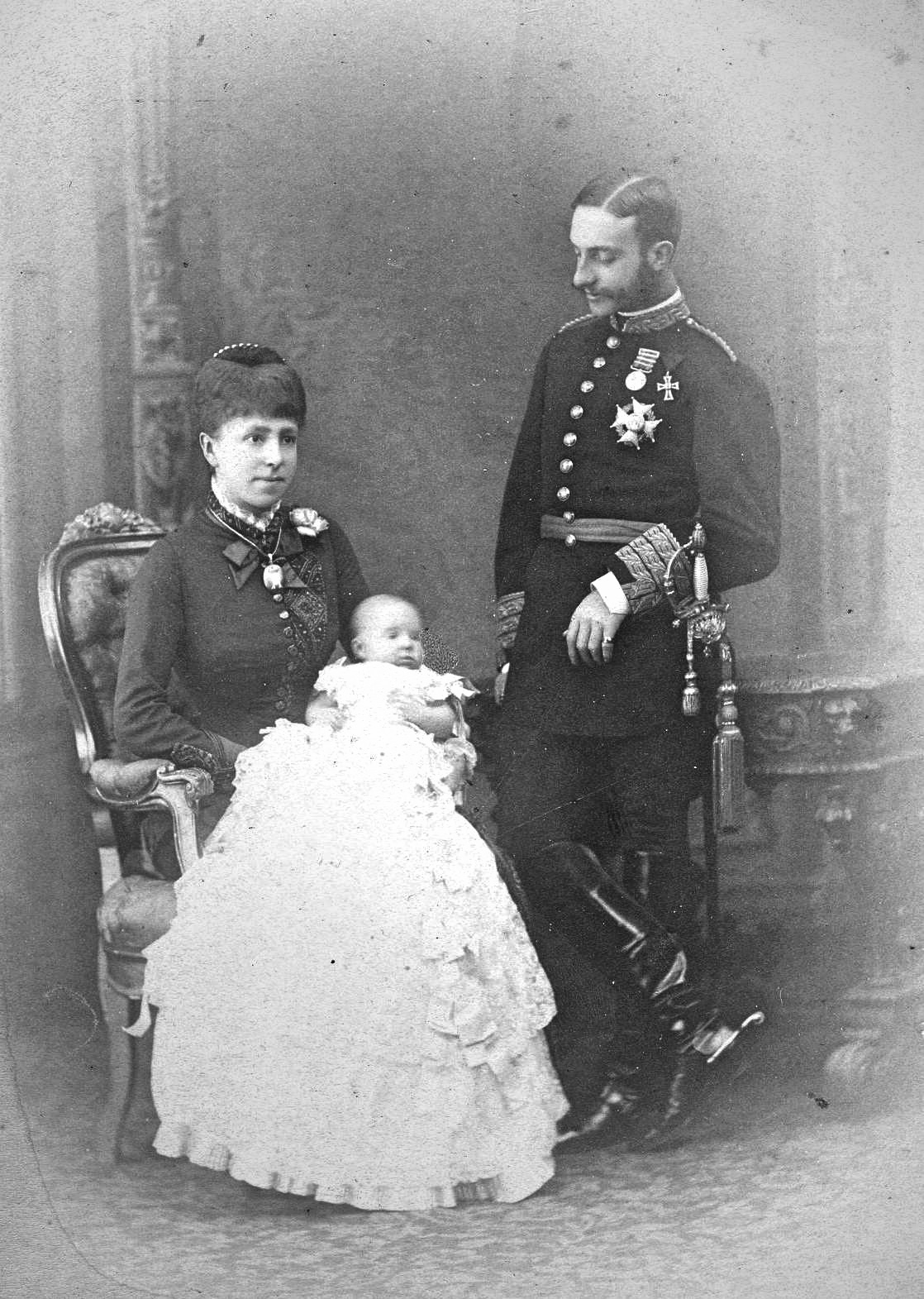
マリア・デ・ラス・メルセデスと両親（1880年撮影）

スペイン王アルフォンソ12世と王妃マリア・クリスティーナの長女としてマドリード王宮で誕生し、生まれてすぐ王位継承第1位の者に与えられるアストゥリアス公の称号を授けられた。名前は、父の最初の王妃でわずか18歳で急逝したマリア・デ・ラス・メルセデス・デ・オルレアンスにちなむ。全名はマリア・デ・ラス・メルセデス・イサベル・テレサ・クリスティーナ・アルフォンサ・ハシンタ・アナ・ホセファ・フランシスカ・カロリーナ・フェルナンダ・フィロメナ・マリア・デ・トードス・ロス・サントス（María de las Mercedes Isabel Teresa Cristina Alfonsa Jacinta Ana Josefa Francisca Carolina Fernanda Filomena María de Todos los Santos）。
1885年11月、母マリア・クリスティーナが第3子を懐妊中に父アルフォンソ12世が肺結核で急死した。当時マリア・デ・ラス・メルセデスは5歳だった。王位は空位とされ、翌年5月に生まれた男児が誕生後ただちにアルフォンソ13世として即位したが、マリア・デ・ラス・メルセデスはアストゥリアス公のままであった（アルフォンソ13世に当然ながら子がなく、王位継承第1位であったため）。
1901年、両シチリア王家出身のカルロ・タンクレーディ・ディ・ボルボーネ＝ドゥエ・シチリエ（最後の国王フランチェスコ2世の甥）と結婚した。2人は3子をもうけた。

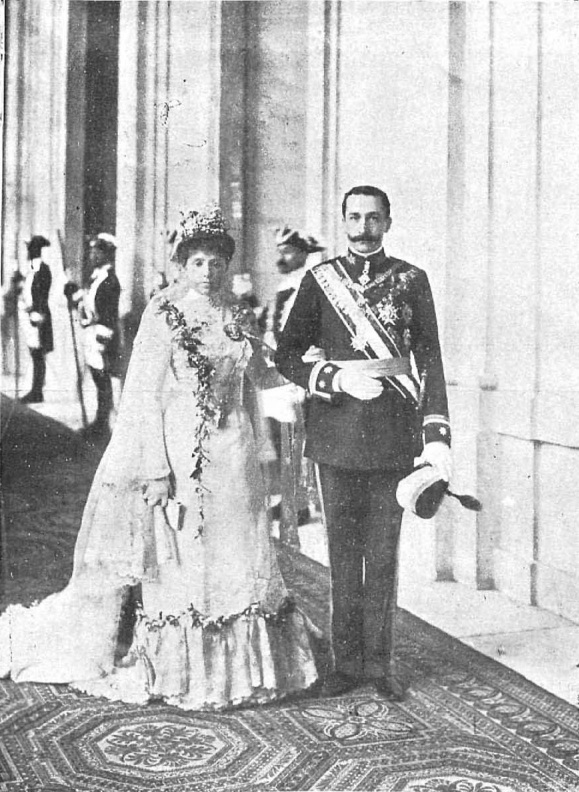
結婚式直後のマリア・デ・ラス・メルセデスとカルロ・タンクレーディ。
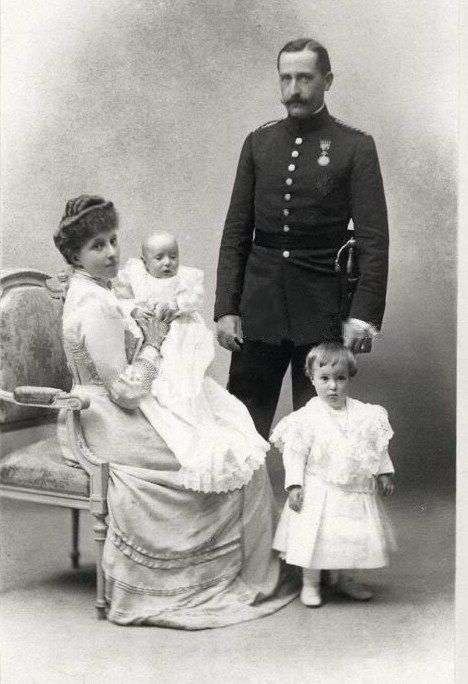
マリア・デ・ラス・メルセデスとその家族（1903年撮影）

1904年、末子イサベル・アルフォンサを出産後に急死した。アルフォンソ13世はまだ独身であったため、1907年にアルフォンソ13世の長男アルフォンソが誕生するまでマリア・デ・ラス・メルセデスの長男アルフォンソ・マリアをアストゥリアス公とした。
なお、夫カルロ・タンクレーディは、2度目の妻ルイーズ・ドルレアンとの間の次女にマリア・デ・ラス・メルセデスの名を付けている（スペインの前国王フアン・カルロス1世の母である）。

## 子女
- アルフォンソ・マリア（1901–1964）
- フェルナンド（1903–1905）
- イサベル・アルフォンサ（1904–1985） - ヤン・ザモイスキ伯と結婚